# Кејп Мирес (Орегон)
Кејп Мирес (енгл. Cape Meares) насељено је место без административног статуса у америчкој савезној држави Орегон.

## Демографија
По попису из 2010. године број становника је 99, што је 11 (-10,0%) становника мање него 2000. године.
| Група             | 2000.      | 2010.      |
| Белци             | 97 (88,2%) | 95 (96,0%) |
| Афроамериканци    | 0 (0,0%)   | 0 (0,0%)   |
| Азијати           | 0 (0,0%)   | 0 (0,0%)   |
| Хиспаноамериканци | 2 (1,8%)   | 0 (0,0%)   |
| Укупно            | 110        | 99         |